# Дикий Билл (фильм, 1995)
«Дикий Билл» (англ. Wild Bill) — американский художественный фильм, поставленный режиссёром Уолтером Хиллом по роману Питера Декстера «Дедвуд» и пьесе Томаса Бейба «Отцы и сыновья».

## Сюжет
Знаменитого ганфайтера Дикого Запада по прозвищу Дикий Билл преследуют призраки прошлого, он слепнет и пристрастился к опиуму. Юный Джек Маккол решил отомстить ему за разбитую жизнь своей матери и отправился на «охоту» за своим обидчиком, заручившись поддержкой наёмных убийц. В череде ретроспективных кадров предстает история Билла и матери Джека, южанки Сюзанны Мур, неумолимо приближая встречу Билла со смертью.

## В ролях
- Джефф Бриджес — Джеймс Батлер Хикок/Дикий Билл
- Эллен Баркин — Бедовая Джейн
- Джон Хёрт — Чарли Принс
- Дайан Лейн — Сюзанна Мур
- Кит Кэррадайн — Буффало Билл Коди
- Дэвид Аркетт — Джек Маккол
- Кристина Эпплгейт — Ларлин Ньюкомб
- Брюс Дерн — Уилл Пламмер
- Джеймс Гэммон — Калифорния Джо
- Джеймс Ремар — Донни Лонниган